# LeVeque Tower
La LeVeque Tower es un rascacielos de 47 pisos en el centro de Columbus, la ciudad más poblada del estado de Ohio (Estados Unidos). Con 169,29 metros de altura, fue el edificio más alto de Columbus desde su finalización en 1927 hasta 1974. En la actualidad es el segundo más alto de la ciudad y el séptimo más alto del estado.
Diseñado por C. Howard Crane, el rascacielos art moderne de 32.866 m² fue inaugurado como la American Insurance Union Citadel en 1927 y en ese momento era el quinto edificio más alto del mundo. Construida a un costo de 8,7 millones de dólares, el diseño de la torre incorporó ornamentación ornamentada y una fachada de terracota, y fue diseñada con 600 habitaciones de hotel en dos alas, así como un lugar de actuación adjunto, el Palace Theatre. Después de que American Insurance Union quebró en la Gran Depresión, la torre pasó a llamarse Lincoln-LeVeque Tower en 1946 y más tarde LeVeque Tower en 1977.
El espacio de oficinas de la torre tuvo un éxito desigual en la atracción de inquilinos durante su historia temprana, pero se convirtió en el hogar de varias agencias estatales y bufetes de abogados. A medida que el desarrollo del centro de Columbus alcanzó su punto máximo desde la década de 1960 y se construyeron varios otros edificios de gran altura, la torre enfrentó una competencia cada vez mayor de otros edificios de oficinas importantes y sus tasas de disponibilidad aumentaron. A lo largo de su historia, la torre cambió de manos varias veces antes de ser vendida a un grupo de inversionistas inmobiliarios en 2011. Posteriormente, los propietarios actuales la convirtieron en un desarrollo de uso mixto que incluye un hotel, departamentos, condominios, oficinas y un restaurante, que abrió en 2017.

## Diseño y construcción
Lo que se convertiría en la Torre LeVeque fue encargado por la American Insurance Union, un grupo formado en 1894 como una "compañía de seguros fraternal, sociedad secreta y club social" por John J. Lentz, quien más tarde se convertiría en congresista de los Estados Unidos y se desempeñó como presidente de la organización. Originalmente llamada "Ciudadela de la Unión de Seguros Estadounidenses", la torre iba a ser la sede de la organización y reemplazaría a un edificio más pequeño que usaba en la esquina de Broad Street y Front Street en el centro de Columbus, a poca distancia del río Scioto. La torre fue diseñada por el arquitecto C. Howard Crane, con sede en Detroit, Míchigan, conocido por sus grandiosos diseños. Su construcción tuvo lugar durante la primera ola de desarrollo de rascacielos modernos en los Estados Unidos.

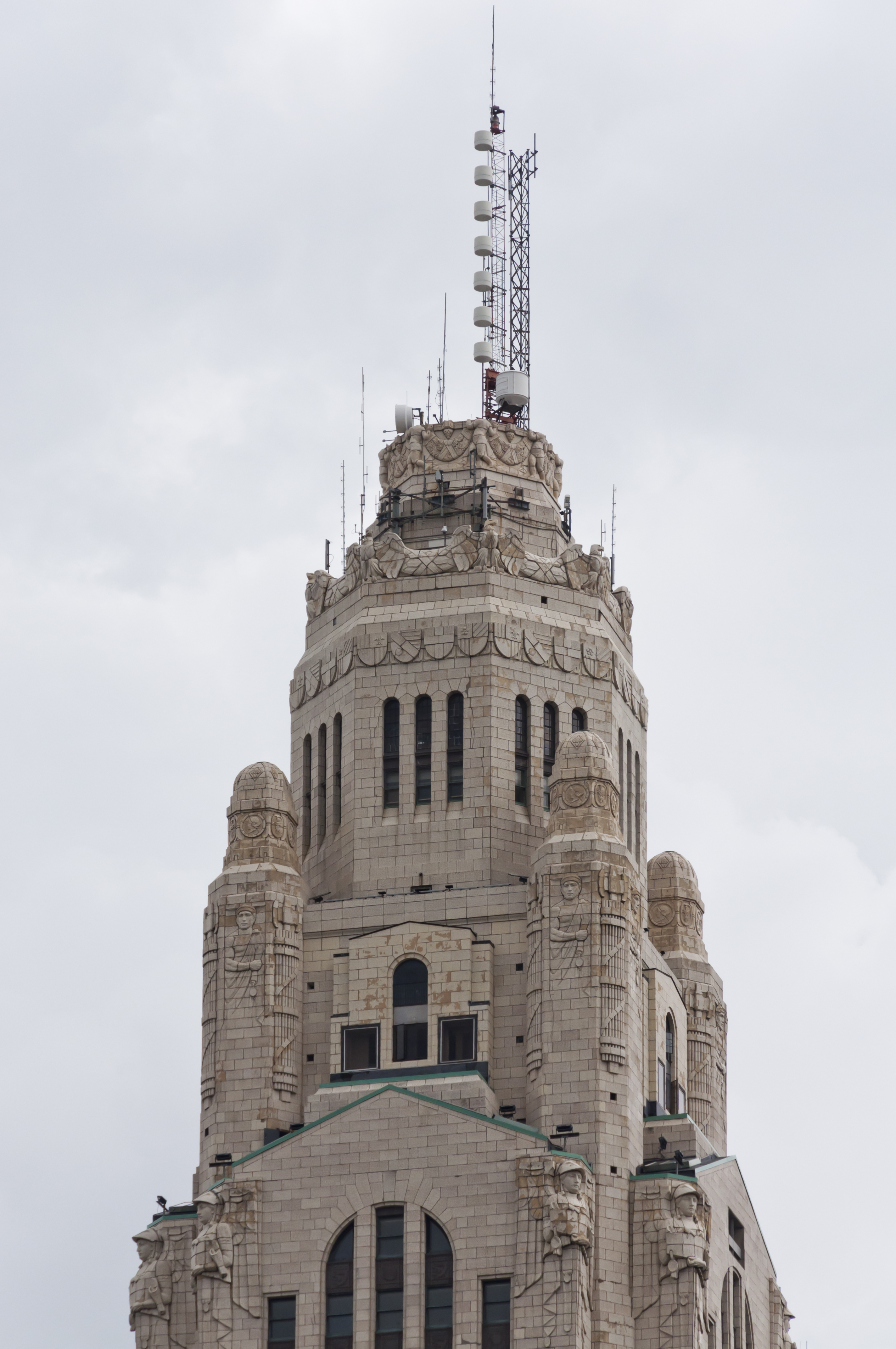
Detalle de la ornamentación art déco en los pisos superiores en septiembre de 2017

El plan original de la torre era tener tres componentes principales: una torre de 47 pisos con un área rentable de 32.866 m², que estaría flanqueada por un par de alas de 18 pisos; asiento Keith-Albee Theatre (más tarde renombrado Palace Theatre;) y el Deshler-Wallick Hotel de 600 habitaciones. Debía medir 57 m a lo largo de las calles Broad y Front y elevarse a 169,29 m de altura. Esto hizo que fuera intencionalmente 130 mm más alto que el Monumento a Washington.
Diseñado en el estilo art moderne, se inspiró en la arquitectura bizantina, en particular los edificios religiosos construidos entre los siglos IV y XIII. Inicialmente, Crane consideró la piedra para construir el edificio, pero luego se decidió por la terracota de color crema a pesar de las preocupaciones de que sus bloques serían pequeños y propensos a deformarse. Presentaba una gran cantidad de figuras situadas a 151 m o más a lo largo de la fachada y alrededor del pináculo, incluidas águilas con una envergadura de hasta 6,7 m, gigantes y ángeles de hasta 7,9 m. Algunos de estos fueron retirados más tarde debido a preocupaciones sobre la caída de materiales y para obtener vistas despejadas del ático.
Se diseñó una bartizan octogonal en la parte superior con ventanas de bucle largas y estrechas, y estaba coronada por una cúpula con imágenes heráldicas. En el interior, contenía mármol importado de Italia y Bélgica, y los espacios públicos estaban decorados con bronce y mosaicos. El vestíbulo fue diseñado con un piso de mármol con una placa de bronce que contiene el horóscopo del edificio y que muestra las posiciones de los planetas en el momento en que se colocó la piedra angular del edificio. Una vez finalizado, se iluminó por la noche para acentuar sus características arquitectónicas, y sus cuatro torretas también se iluminaron con focos para marcar un punto de referencia para los aviadores, lo que a veces lo hacía visible hasta 32 km como ayuda de navegación. La parte superior de la torre también fue diseñada para acomodar el amarre de zepelines. Más tarde, albergó antenas de radio.
Los ascensores eran de "tipo micro autonivelante", controlados automáticamente por botones y que podían viajar a 270 m por minuto, que se elevaban al piso 41. Un ascensor lanzadera corría desde allí hasta la plataforma de observación. Se colocaron tanques de agua para protección contra incendios y plomería en los pisos 23 y 43, y también se diseñaron sistemas mecánicos duplicados para redundancia. Se construiría un comedor ejecutivo, denominado Mid-Air Club, en el piso 43, patrocinado por empresarios locales y entusiastas de la aviación. El piso 44 sería una plataforma de observación que estaría abierta al público por 25 centavos. El piso presentaba 24 ventanas de piso a techo, así como un balcón de observación en el piso 46, al que solo se podía acceder mediante una escalera. En total, se nombraron 60 empresas contratistas de la construcción para construir la estructura, que costó un total de 7,8 millones de dólares. Northwestern Terra Cotta Co. de Chicago suministró los materiales que envuelven el edificio. La American Insurance Union tenía un auditorio de cinco pisos en 50 W. Broad St. que fue demolido en preparación para la nueva torre. Colonial Theatre, inaugurado en 1909 en 40 W. Broad St., también fue cerrado y demolido en 1924 para dar paso a la torre.

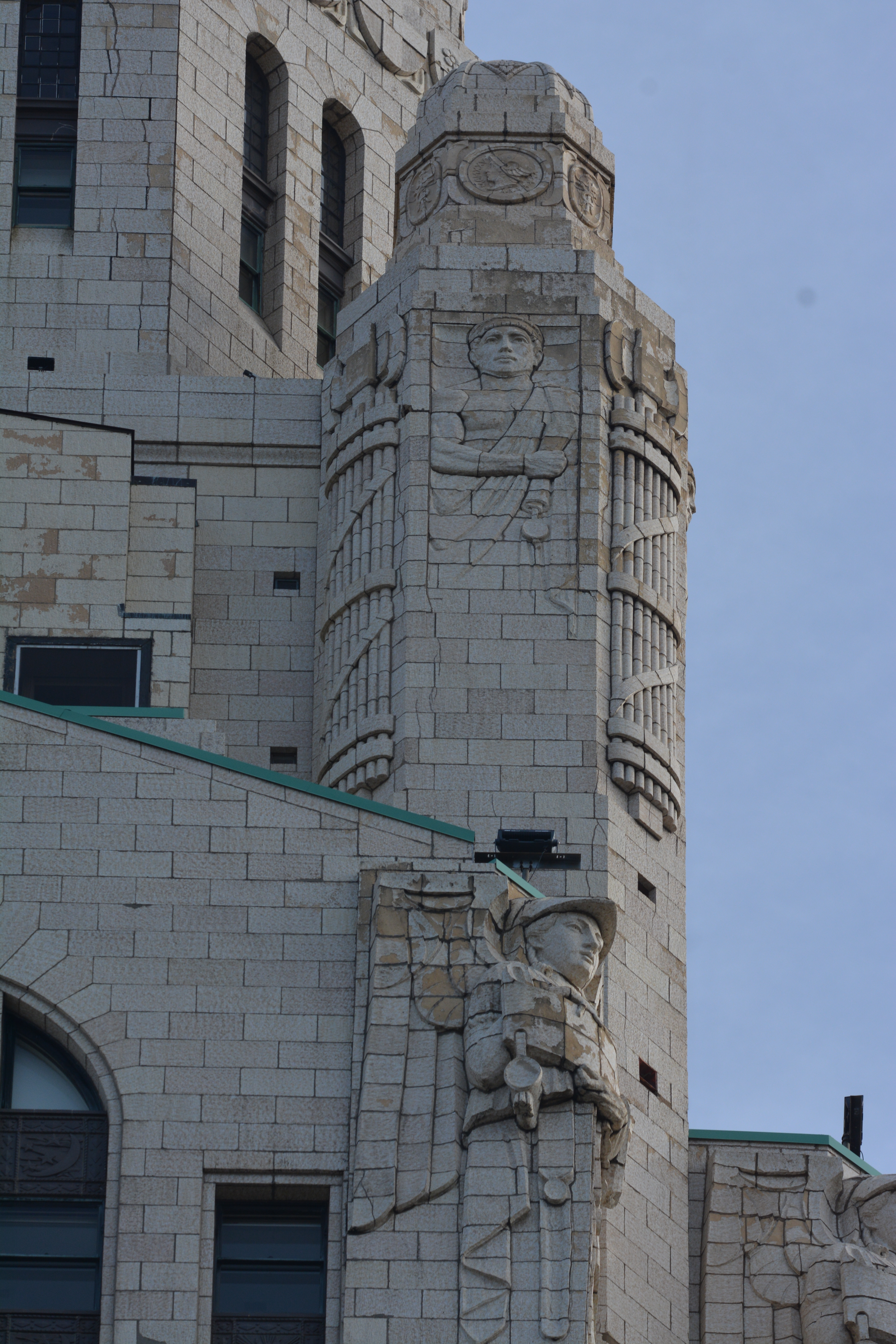
Detalles

En el apogeo de la construcción, alrededor de 650 hombres trabajarían en la estructura a la vez. La primera piedra de la torre tuvo lugar el 23 de septiembre de 1924. La excavación comenzó después de eso, con 44 cajones hundidos 35 m en el lecho de roca para una base, a través de 24 m de agua usando presión de aire. Estos túneles eran tan profundos que se trajeron equipos especializados de "sandhogs", que habían adquirido experiencia en la construcción del Túnel Holland de Nueva York, y el sitio de construcción tenía un hospital y una cámara de descompresión en el lugar para los hombres que sufrían síndrome de descompresión. El 26 de enero de 1925 se produjo un accidente subterráneo que mató a cuatro trabajadores cuando se liberó accidentalmente un gas tóxico durante el montaje de los cajones, abrumando y provocando su caída en la cimentación. Un quinto trabajador de la construcción murió más tarde tras caer de la estructura de acero. Se colocó una piedra angular el 13 de febrero de 1926. El marco consistiría en 10.000 toneladas de acero. El edificio fue cableado con 160 km de cable eléctrico, 42.000 m de tubería de calefacción para miles de radiadores, 67 motores eléctricos, 14.000 enchufes eléctricos y 1.756 ventanas. La construcción tomó 19 meses. Se inauguró el 21 de septiembre de 1927. Cuando se completó, fue el edificio más alto de Columbus y el quinto más alto del mundo, incluido el más alto entre Nueva York y Chicago. Albert Bushnell Hart, quien habló en la inauguración del edificio, lo comparó con Carcassonne.
| La palabra "Ciudadela" tiene un significado peculiar como culminación arquitectónica de una gran institución humanitaria. En los viejos tiempos de las fortificaciones fuertes, ciudades como Nuremberg, Chester y Quebec estaban defendidas, en primer lugar, por una muralla circundante, cuyos cimientos estaban protegidos por un foso. Dentro de esa muralla se añadió, como segunda línea de defensa, una Ciudadela, como el castillo señorial que aún se encuentra dentro de la muralla de esa famosa fortaleza, Carcassonne, en el sur de Francia. Allí, la guarnición podría mantener esa línea interior de resistencia. El nombre de Citadel es especialmente apropiado como consigna de una gran compañía de seguros; pues millones de familias en Estados Unidos se protegen, del "terror de la noche y la destrucción que asola al mediodía" a través de esta institución defensiva. - Albert Bushnell Hart, hablando en la inauguración del edificio, 21 de septiembre de 1927. |

Los críticos de arte y arquitectura recibieron bien el diseño de la torre. Dudley Crafts Watson, director del Instituto de Arte de Chicago, lo destacó como uno de los cinco grandes ejemplos de logros artísticos que surgieron en Columbus en la década de 1920, y lo calificó como "el rascacielos más original y estadounidense" y "simplemente una honesta pieza de construcción magnífica." En 1932, en un libro de Ohio Art and Artists, Edna Clarke lo calificó de "un hito en el crecimiento de la ciudad ... marca la transformación de una gran ciudad rural cubierta de vegetación en una ciudad. Destaca tan claramente contra el horizonte no se puede ignorar ". Architectural Forum lo llamó "espléndido" e "impresionante". La torre se convirtió rápidamente en un símbolo sinónimo de Columbus y uno de los monumentos más reconocidos de la ciudad. Fue el primer hito que fue fácilmente visible desde toda la ciudad.
La construcción coincidió con la reconstrucción de la ribera del río Columbus a lo largo del río Scioto después de la Gran Inundación de 1913. En las décadas de 1920 y 1930, la ciudad vio un nuevo Ayuntamiento de Columbus construido al otro lado de la calle, una nueva sede del Departamento de Policía de Columbus, un nuevo edificio federal, palacio de justicia y oficinas estatales. La población de la ciudad se triplicó en 1950 a 375.000 personas.

### Iluminación
Los reflectores se instalaron por primera vez en la Torre LeVeque en 1989, iluminando sus pisos superiores con luz blanca durante las tardes y la noche. Más tarde, los propietarios instalaron geles teatrales para agregar luces de colores como opción. Durante la restauración de los años 2010, los reflectores se reemplazaron con luces LED controladas por computadora para ahorrar en el uso de energía y permitir una gama más amplia de opciones de color. Las nuevas luces, que van desde luces de 6 pulgadas hasta matrices de 3 pies cuadrados, permiten 256 millones de combinaciones de colores. El edificio ahora está iluminado para eventos de seis a ocho veces al año, incluido el rosa para la organización de cáncer de mama Susan G. Komen for the Cure en abril y mayo, colores del arco iris durante el fin de semana del Orgullo de Columbus en junio, rojo, blanco y azul para el Día de la Independencia, violeta para el reconocimiento del Corazón Púrpura en agosto, verde azulado para la concientización sobre el cáncer de ovario en septiembre y rojo y verde durante la temporada navideña.

## Historia

### Cambiando función y propiedad

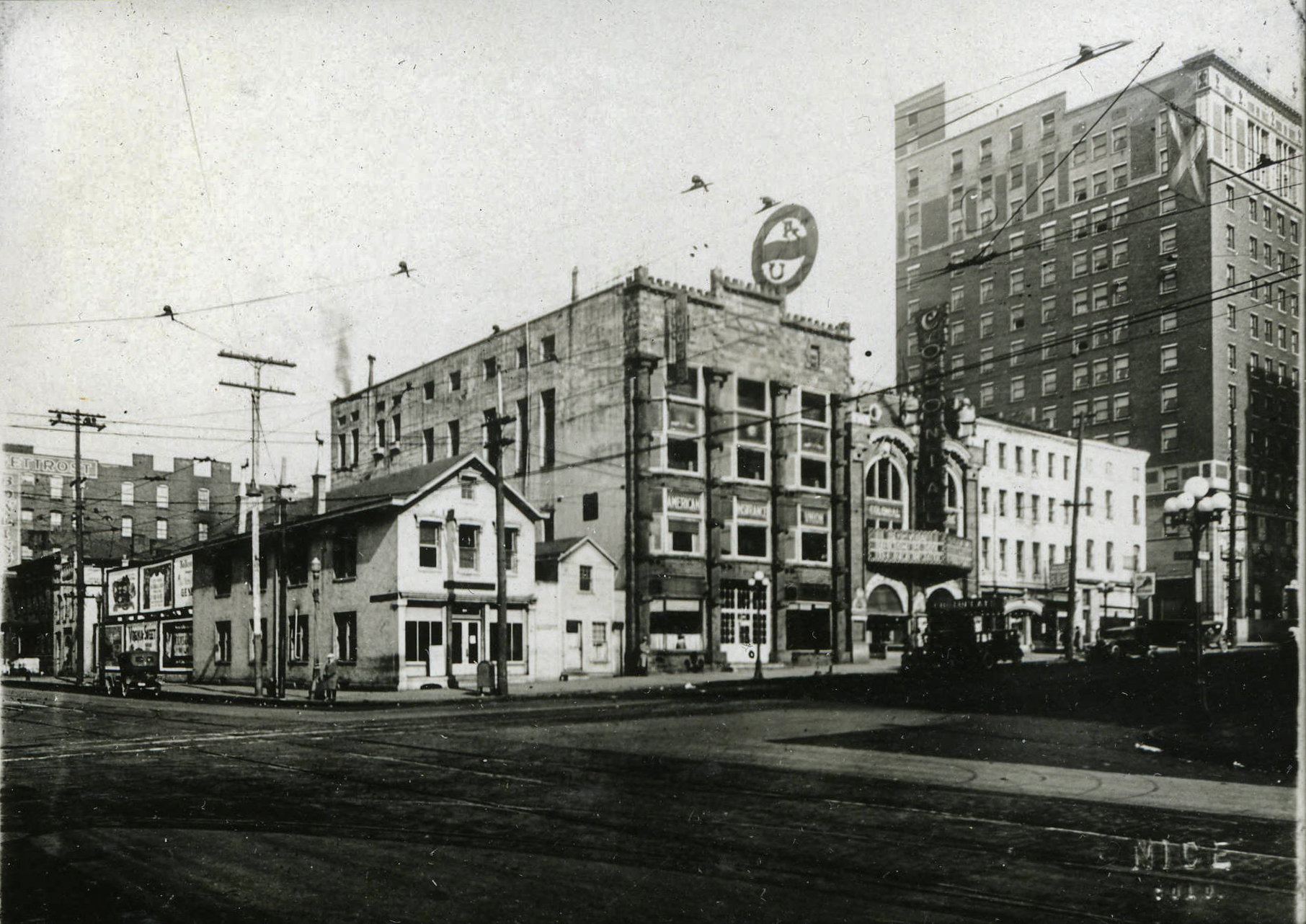
Edificios en el sitio del rascacielos antes de la demolición y construcción, 1920

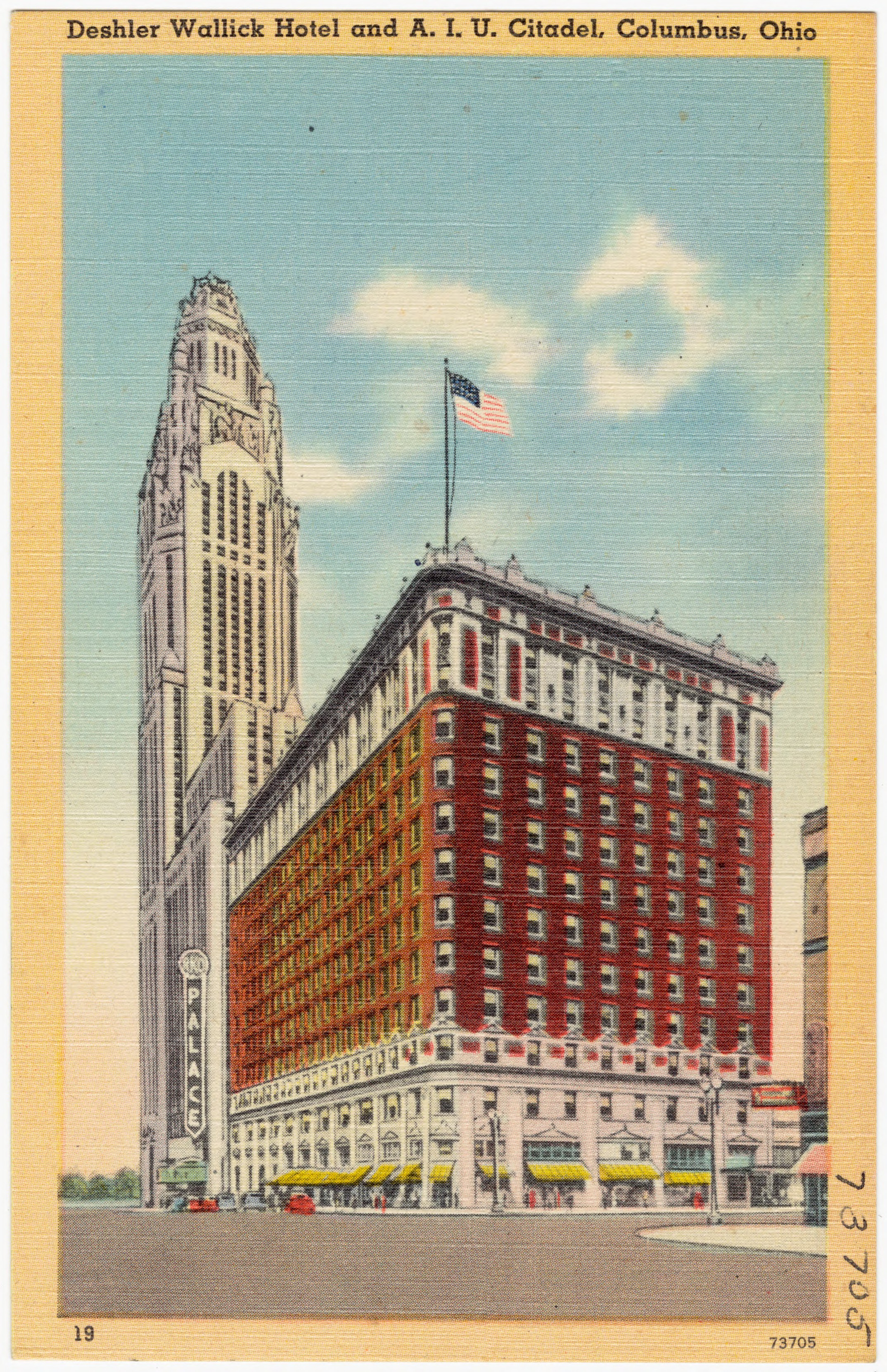
Postal del rascacielos junto al Deshler-Wallick Hotel.

Después de la finalización de la torre, American Insurance Union ocupó los pisos 19 y 20, con el resto del espacio disponible para alquiler a otros usuarios de la oficina. Pero la construcción sufrió varios sobrecostos significativos, lo que llevó a American Insurance Union a echar mano de sus reservas financieras para pagar la torre. Pronto surgieron problemas financieros para la aseguradora, porque la torre costó 800.000 dólares más de lo que permitía su presupuesto y no todo el espacio de oficinas se llenó rápidamente.
La torre se convirtió inmediatamente en importante para la radiodifusión en la ciudad, que a finales de la década de 1920 se hizo más importante. Esto se debió a que el edificio tenía una altura ideal para la transmisión y no había montañas u otras estructuras intermedias alrededor del centro de Ohio que interrumpieran las señales de radio transmitidas desde las antenas en el vértice de la torre. La torre luego se convirtió en el hogar de varias estaciones de radio, incluida WAIU. Lentz había comprado WAIU en 1925 para que sirviera de plataforma para sus puntos de vista progresistas. El traslado a la torre permitió a WAIU aumentar su potencia de transmisión a 5.000 vatios. En la década de 1960, WCOL tenía una sala de transmisión en lo alto de la torre.
American Insurance Union quebró durante la Gran Depresión y se reorganizó como American Insurance Union Inc. en 1931. La entidad sobrevivió hasta 1934 cuando entró en suspensión de pagos y dejó de existir. Durante este tiempo, la torre fue conocida peyorativamente como la "Torre IOU" dadas las dificultades financieras de su propietario. Después de la quiebra de la empresa, el grupo comercializó el edificio para cancelar las pólizas impagas. Finalmente se vendió a Lesley LeVeque y John Lincoln en 1945 y pasó a llamarse LeVeque-Lincoln Tower. LeVeque era un inversionista inmobiliario local y, después de su muerte, su hijo Fred LeVeque y su esposa, Katherine LeVeque, se convirtieron en figuras prominentes en la comunidad de Columbus.

### Competición
La torre dominaba el horizonte de Columbus, que no tuvo una construcción de gran altura significativa hasta la década de 1960, aunque hubo al menos un intento importante de construir otro rascacielos en la ciudad en 1953. Fue el único edificio en Columbus de más de 91 m de altura hasta 1962. [Nota 1] A medida que florecían en la ciudad otras grandes empresas comerciales como Huntington Bank y American Electric Power, su núcleo urbano vio la construcción de nuevos rascacielos para adaptarse a ellos. Siguió siendo la estructura más alta de Columbus hasta que se completó la Rhodes State Office Tower en 1974. La Torre Lincoln-LeVeque se agregó al Registro Nacional de Lugares Históricos en 1975. Fred LeVeque compró el Palace Theatre, pero murió en un accidente aéreo en 1975, dejando a Katherine LeVeque como presidenta del destacado grupo inmobiliario Columbus de la compañía, LeVeque Enterprises. El mercado de oficinas del centro de Columbus experimentó algunos problemas con las altas tasas de desocupación, pero la torre en sí mantuvo tasas de ocupación superiores al promedio.
Katherine LeVeque tomó el control total del edificio a través de un fideicomiso en 1977. Ese año, el nombre se cambió oficialmente a LeVeque Tower. Enfrentó una competencia cada vez mayor de otros edificios de oficinas que se estaban construyendo en el centro de Columbus en la década de 1980, y LeVeque invirtió 18 millones de dólares en renovaciones para mantener la torre histórica competitiva con un espacio de oficinas más nuevo y moderno, incluido un sistema HVAC totalmente nuevo, mejoras y actualizaciones de eficiencia energética. a los baños y áreas públicas del edificio. En 1984, la apertura de los rascacielos Huntington Center, Capitol Square y One Columbus Center puso 190 000 m² de nuevo espacio para oficinas en el mercado en el centro de Columbus.
El estado de Ohio fue un inquilino importante durante una parte importante de su historia. El Departamento de Trabajo y Servicios Familiares de Ohio arrendó casi el 20 por ciento de la superficie hasta que se mudó en 2003,  y el Departamento de Envejecimiento de Ohio también fue un inquilino importante. Además, varios bufetes de abogados y entidades de servicios financieros privados alquilaron espacio en el edificio. La pérdida de las principales organizaciones estatales en la torre afectó significativamente la capacidad del edificio para pagar su hipoteca, y en 2004, una filial de LNR Property Corp., con sede en Miami, tomó el control de la torre, que luego fue valorada en 22 millones. LeVeque entregó el inmuble al nuevo grupo de propietarios en lugar de una ejecución hipotecaria de una hipoteca de 16,2 millones de dólares sobre el edificio, y en este punto estaba vacío alrededor de un tercio Anteriormente había contratado a un arquitecto en una propuesta para convertir una parte a uso residencial, pero se consideró que no era financieramente viable en ese momento.
En 2005, se vendió nuevamente a Finsilver / Friedman Management Corp. por 8,5 millones. En el momento de la venta, permanecía vacío en aproximadamente un tercio. El nuevo propietario se comprometió a realizar mejoras sustanciales en la torre para mantenerla competitiva. Las renovaciones le ayudaron a conseguir algunos inquilinos más pequeños en el espacio de oficinas. El arrendamiento allí, sin embargo, siguió siendo escaso y en 2009 el espacio de oficinas todavía estaba vacío en aproximadamente un tercio, a pesar del cambio de equipos de arrendamiento en varias ocasiones.

### 2012 renovación
En 2011, la torre fue comprada por Tower 10 LLC, una empresa conjunta de inversores inmobiliarios de Columbus, incluidos Bob Meyers, Don Casto y Michael Schiff, por 4 millones de dólares. En ese momento, la tasa de desocupación del edificio de oficinas había aumentado al 43 por ciento. Los socios planearon un proyecto de 22 millones de dólares para reparar terracota agrietada en la torre y convertirla en un hotel y una estructura residencial. En 2012, los propietarios anunciaron que la renovación costaría 26,7 millones, incluidos 5 millones en créditos fiscales del estado de Ohio para la renovación.
El proyecto de renovación, completado en 2017, vio un extenso trabajo para reparar la fachada de terracota y modernizar su interior. LeVeque Tower fue rediseñado como un desarrollo de uso mixto, con los pisos 5 a 10 convertidos en un hotel boutique de 150 habitaciones, el Hotel LeVeque bajo la marca Marriott International's Autograph Collection, y con algo de espacio para eventos. Los pisos 3, 4 y del 11 al 18 se renovaron 14.864 m² para oficinas, mientras que los 19 restantes se convirtieron en unidades residenciales de lujo, una combinación de 68 apartamentos y 12 condominios, con dos penthouse en los pisos superiores. First Hospitality Group Inc., con sede en Illinois, abrió un restaurante, The Keep, en el segundo piso.